# Prasinocyma dilucida
Prasinocyma dilucida là một loài bướm đêm trong họ Geometridae.